# Lista över Komorernas premiärministrar
Detta är en lista över Komorernas premiärministrar. Sedan 2002 är Komorernas president både stats- och regeringschef.
| Namn                        | Ämbetsperiod                        | Kommentar                       |
| --------------------------- | ----------------------------------- | ------------------------------- |
| Mohamed Ahmed               | 13 augusti 1957 – 1 januari 1962    | Vice president i Regeringsrådet |
| Said Mohamed Cheikh         | 1 januari 1962 – 16 mars 1970       | President i Regeringsrådet      |
| Said Ibrahim Ben Ali        | 2 april 1970 – 16 juni 1972         | President i Regeringsrådet      |
| Said Mohamed Jaffar         | 16 juni – 26 december 1972          | President i Regeringsrådet      |
| Ahmed Abdallah              | 26 december 1972 – 6 juli 1975      | President i Regeringsrådet      |
| Abdallah Mohamed            | 7 januari 1976 – 22 december 1978   |                                 |
| Salim Ben Ali               | 22 december 1978 – 8 februari 1982  |                                 |
| Ali Mroudjae                | 8 februari 1982 – 31 december 1984  |                                 |
| Mohamed Taki Abdoulkarim    | 7 januari – 15 juli 1992            |                                 |
| Ibrahim Abderamane Halidi   | 1 januari – 26 maj 1993             |                                 |
| Said Ali Mohamed            | 26 maj – 19 juni 1993               |                                 |
| Ahmed Ben Cheikh Attoumane  | 20 juni 1993 – 2 januari 1994       |                                 |
| Mohamed Abdou Madi          | 2 januari – 14 oktober 1994         |                                 |
| Halifa Houmadi              | 14 oktober 1994 – 29 april 1995     |                                 |
| Caabi El-Yachroutu          | 29 april 1995 – 27 mars 1996        |                                 |
| Tadjidine Ben Said Massound | 27 mars – 27 december 1996          |                                 |
| Ahmed Abdou                 | 27 december 1996 – 9 september 1997 |                                 |
| Nourdine Bourhane           | 7 december 1997 – 30 maj 1998       |                                 |
| Abbas Djoussouf             | 22 november 1998 – 30 april 1999    |                                 |
| Bianrifi Tarmidi            | 2 december 1999 – 29 november 2000  |                                 |
| Hamada Madi                 | 29 november 2000 – 15 april 2002    |                                 |